# Andrés de Poza
Andrés de Poza Yarza (Orduña, ca. 1530 - Madrid, 18 de octubre de 1595), conocido simplemente como licenciado Poza, jurista, geógrafo, lingüista y escritor español, defensor de la teoría del vascoiberismo, padre del escritor jesuita Juan Bautista de Poza (Bilbao, 1588 - Cuenca, Ecuador, 1659).

## Biografía
Hijo de un comerciante de origen judeoconverso afincado en Amberes desde 1535, Pedro de Poza, y de una flamenca, se cree que pudo nacer allí, ya que, aunque él se dice siempre natural de Orduña, en la época se distinguía entre la naturaleza y el lugar de nacimiento. 
Estudió nueve años en la Universidad de Lovaina y luego siguió una carrera militar y política, protegido por el gobernador y capitán general de Flandes Luis de Requesens: negoció con unas compañías amotinadas en Maastricht, prendió a los culpables de una revuelta a favor del príncipe Guillermo de Orange, confiscó bienes de los rebeldes en Bergen-op-Zoom, Breda y la costa de Brabante, donde descubrió muchas contribuciones secretas al partido del príncipe de Orange. Allí trató además al historiador Jerónimo de Roda.
Estudió otros diez años en la Universidad de Salamanca, donde se graduó de licenciado en leyes en 1570, y trabajó como abogado en Vizcaya. Se casó el 24 de junio de 1580 con Antonia de Olaeta, una joven de Llodio hija de un escribano de la que tuvo al menos cinco hijos. Dominaba siete idiomas (holandés, francés, inglés, alemán, español, latín y vasco) y tuvo fama de ser de difícil carácter. Enseñó Cosmografía en San Sebastián (en cuya escuela de náutica fue catedrático en 1563) y en Bilbao, donde vivió muchos años. 
Allí escribió su descripción del arte de la navegación, el tratado de náutica Hydrografía (1585). Se divide en dos partes: teoría de la navegación, con la equivalencia de los términos en distintos idiomas y un derrotero de costas y puertos del Atlántico europeo partiendo de Gibraltar. Inserta, además, rutas marítimas a China y al Catay traducidas éstas del libro de William Bourne Regiment of the Sea (Londres, 1574), en que dio a conocer la corredera (instrumento capaz de medir la distancia recorrida por el barco). Describe no sólo los rasgos físicos de costas y puertos (como lo hacían los portulanos mediterráneos), sino también la profundidad y naturaleza de los fondos marinos y el movimiento de las mareas. Rechazó el uso de los mapas planos y prefirió el cálculo de la longitud por medio de las distancias de la luna a las estrellas zodiacales.
En su De la antigua lengua, poblaciones y comarcas de las Españas, incluye uno de los primeros catálogos de las lenguas románicas en el ámbito de la lingüística europea, anterior incluso al de Julio César Escalígero, y dos opúsculos; el primero parece haber sido compuesto primero en latín, y lleva el título De prisca hispano lingua in gratia ni eo turnquinesciunt Hispanice Paradoxon y el otro se titula De las antiguas poblaciones de las Españas, con los nombres y sitios que al presente le corresponden, un centón de toponimia hispánica en que las etimologías se interpretan con arreglo a su vascoiberismo. 
En sus Ad Pragmaticas de Toro et Tordesillas, sive de nobilitate et propietate (1589), defendió el privilegio de nobleza para todos los vascos cuando empezaba a ser discutido en Castilla por el libro del fiscal de Chancillería de Valladolid Juan García De hispanorum nobilitate et exemptione sive ad Pragmaticam cordubensem quae est 1. 8 titu. 11, libr. 2 Recopillationis comentarii, cuyo argumento principal era que no podía haber nobleza donde no había plebeyos. En 1590 salió de Vizcaya hacia Madrid, donde ejerció como maestro de Cosmografía, y allí murió en 1595.
Defensor del vascoiberismo, sus interesantes teorías lingüísticas han sido estudiadas por Eugenio Coseriu en varios trabajos.

## Obra
- Memorial del Licenciado Andrés de Poza solicitando una plaza de asiento en las Indias, 1584.
- Hydrografía la más curiosa que hasta aquí ha salido a luz, en que demás de un derrotero general, se enseña la navegación por altura y derrota, y la del Este Oeste: con la graduación de los puertos y la navegación al Colayo por cinco vías diferentes…, Bilbao: Matías Marés, 1585; pudo haber una segunda edición en 1625; pero la que se conoce es otra unida a la de Antonio Mariz Carneiro, Hidrografía la más curiosa que hasta hoy a la luz ha salido, recopilada de varios y escogidos autores de la navegación. Compuesta por Antonio Mariz Carneiro, cosmógrafo del Rey de Portugal y por el licenciado Andrés de Poza, natural de la ciudad de Orduña, dedicado a la provincia de Guipúzcoa San Sebastián: Martín de Huarte, 1675.
- De la Antigua lengua, poblaciones y comarcas de las Españas en que, de paso, se tocan algunas cosas de la Cantabria. Compuesto por el Licenciado Andrés de Poza, natural de la ciudad de Orduña y abogado en el muy noble y leal Señorío de Vizcaya. Dirigido a don Diego de Avendaño y Gamboa, señor de las casas de Urquijo y Olaso, y de la villa de Villareal y sus valles, y ballestero mayor del Rey nuestro Señor Bilbao: Matías Marés, 1587.
- Ad Pragmaticas de Toro et Tordesillas, sive De nobilitate et propietate, 1589.